# Faustino Oro
Faustino Oro (Buenos Aires, 14 de octubre de 2013) es un ajedrecista argentino. Actualmente ostenta el título de Maestro Internacional.

## Trayectoria
Faustino Oro comenzó a jugar ajedrez durante la pandemia de COVID-19. Inicialmente profundizó en el juego de manera autodidacta, pasando luego a manos de varios maestros y profesores.
Ha liderado las clasificaciones mundiales de ajedrez en categorías sub-8, sub-10, sub-11 y sub-12 con amplia diferencia. En abril de 2023 se convirtió en el Maestro FIDE más joven de la historia.
En septiembre de 2023 y con nueve años de edad, Oro se convirtió en el más joven en obtener una norma de Maestro internacional tras quedar subcampeón en el torneo ITT Copa Ciudad de Comodoro Rivadavia.
En marzo de 2024 derrotó a Magnus Carlsen y a Hikaru Nakamura, número uno y tres mundial respectivamente. Ambas hazañas conseguidas en partidas a ritmo bala durante el torneo Bullet Brawl 2024. Oro mostró un gran desempeño contra los mejores ajedrecistas del mundo, quedando decimocuarto en la edición del 9 de marzo y decimotercero en la del 16 de marzo.
A los 10 años consiguió su segunda norma de Maestro Internacional.
El 30 de junio de 2024, Faustino Oro logró su tercera norma de MI y los 2400 puntos de Elo FIDE, convirtiéndose en el Maestro Internacional más joven de la historia con 10 años, 8 meses y 16 días, superando el récord antes ostentado por Abhimanyu Mishra. 
En noviembre de 2024, fue invitado a jugar la final del Campeonato Argentino Absoluto, convirtiéndose en el jugador más joven de la historia en jugar dicha final, logrando un destacado cuarto puesto.
El 19 de diciembre de 2024, ganó el premio Olimpia de plata, por Ajedrez, siendo el deportista más joven de la historia Argentina en ganar el galardón.
Tras un año de residencia y entrenamiento en España, regresó a la Argentina para continuar su carrera deportiva. Juega los torneos en representación de su país natal, Argentina.

## Palmarés

### Títulos nacionales
Campeonato Argentino Sub-8 (2021)

### Títulos internacionales
Campeonato Panamericano Sub-10 (2022) 

Torneo Sunway Sitges Chess Estiu Blitz (2024) [Blitz] 

VII Open Puigpelat (2024) [Ajedrez rápido] 

Rankings logrados (FIDE)

Ajedrez clásico:

N°1 Mundial Sub-8 (octubre 2021) 

N°1 Mundial Sub-9 (octubre 2021)

N°1 Mundial Sub-10 (diciembre 2023)  

N°1 Mundial Sub-11 (diciembre 2023)

N°1 Mundial Sub-12 (enero 2024) [Actualmente]  
 
N°1 Mundial Sub-13 (enero 2025) [Actualmente]

Ajedrez rápido:

N°1 Mundial Sub-9 (octubre 2022)

N°1 Mundial Sub-10 (octubre 2022)

N°1 Mundial Sub-11 (enero 2024)
 
N°1 Mundial Sub-12 (enero 2024) [Actualmente]
 
N°1 Mundial Sub-13 (julio 2024) [Actualmente]
  
N°1 Mundial Sub-14 (enero 2025) [Actualmente]

Ajedrez relámpago (Blitz):

N°1 Mundial Sub-9 (octubre 2022)
 
N°1 Mundial Sub-10 (enero 2023)

N°1 Mundial Sub-11 (agosto 2024)

N°1 Mundial Sub-12 (agosto 2024) [Actualmente]

N°1 Mundial Sub-13 (agosto 2024) [Actualmente]

### Distinciones
Premio Olimpia de Plata 2024 - Ajedrez